# Tu Bông
Tu Bông là một xã phía Bắc tỉnh Khánh Hòa, Việt Nam. Xã được thành lập trong đợt sáp nhập tỉnh thành năm 2025 trên cơ sở hợp nhất ba xã thuộc huyện Vạn Ninh cũ là Vạn Khánh, Vạn Long, và Vạn Phước.

## Tên gọi
Tên gọi Tu Bông để chỉ vùng đất này đã có từ thời Pháp thuộc hoặc sớm hơn. Trong Notes sur l'Annam: Khánh Hòa xuất bản năm 1886 của nhà thám hiểm Étienne Aymonier, ông có nhắc đến thung lũng Tu Bông có chiều ngang khoảng 5-6 km từ Đông sang Tây. Thung lũng có trung tâm với khoảng 50 đến 60 ngôi nhà và hai ngôi chợ nhỏ, cách trạm Hòa Lãng ở chợ Giả khoảng 3-4 giờ đi bộ. Cách Tu Bông 3 km về hướng Bắc là trạm Hòa Mã gần Đèo Cổ Ngựa (Cổ Mã), cách Tu Bông một league ở phía Đông.
Một giả thuyết phổ biến cho rằng địa danh Tu Bông vốn có tên là Tụ Phong xứ (聚風), tức là xứ gió tụ lại. Nơi đây nổi tiếng là một vùng có nhiều gió, đặc biệt là từ cuối tháng 9 âm lịch đến cuối mùa xuân. Vì vậy, trong tỉnh Khánh Hòa có câu ca dao:
Gió đâu bằng gió Tu Bông
Thương ai bằng thương cha, thương mẹ, thương chồng, thương con
hay thành ngữ "mưa Đồng Cọ, gió Tu Bông".
Tuy nhiên, theo sử gia Tạ Chí Đại Trường thì nguồn gốc của tên gọi "Tu Bông" không phải từ "Tụ Phong" mà từ "Tu Hà" (修蝦), như đã chép trong Đại Nam Thực lục. Do chữ "Tu Hà" giống "Tu Hoa" nên bị đọc trại thành "Tu Bông" như ngày nay.
Trước khi chọn tên Tu Bông cho xã mới được thành lập trong đợt sáp nhập tỉnh thành năm 2025, Ủy ban Nhân dân tỉnh Khánh Hòa từng đưa phương án đặt tên xã này là Vạn Ninh 1, nhưng sau đó đã đổi phương án đặt tên để dùng các địa danh từng tồn tại.

## Lịch sử
Vùng đất Tu Bông vốn thuộc huyện Quảng Phước thuộc phủ Thái Khang, được thành lập năm Thịnh Đức thứ nhất (1653), đến năm 1690, phủ Thái Khang đổi thành phủ Bình Khang gồm 2 huyện Quảng Phước và Tân Định.
Vào tháng 11 năm 1931, chính quyền thuộc địa lại đổi tên huyện Tân Định thành phủ Ninh Hòa, cắt 3 tổng của huyện Quảng Phước là Phước Khiêm, Phước Hà Nội, Phước Hà Ngoại nhập vào phủ Ninh Hòa. Huyện Quảng Phước cũ đổi thành huyện Vạn Ninh.
Năm 1949, chính quyền Việt Nam Dân chủ Cộng hòa thành lập các khu kháng chiến Phước Thiện, Phước Tường Nội, Phước Tường Ngoại thuộc huyện Vạn Ninh. Khu vực Tu Bông thuộc Phước Tường Ngoại.
Ngày 10 tháng 7 năm 1951, Thủ hiến Trung Việt tái lập "Nha Bang tá Tu Bông" để cai quản 13 làng thuộc tổng Phước Tường Ngoại. Năm 1953, chính quyền Quốc gia Việt Nam thành lập khu hành chánh Tu Bông thuộc quận Vạn Ninh.
Ngày 16 tháng 6 năm 2025, Quốc hội Việt Nam thông qua Nghị quyết số 1667/NQ-UBTVQH15 của Ủy ban Thường vụ Quốc hội về việc sắp xếp các đơn vị hành chính cấp xã của tỉnh Khánh Hòa. Theo đó, xã Tu Bông được thành lập từ toàn bộ diện tích tự nhiên và quy mô dân số của ba xã cũ là Vạn Khánh, Vạn Long, và Vạn Phước.

## Địa lý
Xã Tu Bông có ranh giới với các xã:
- Phía Bắc giáp tỉnh Đắk Lắk
- Phía Nam giáp xã Vạn Thắng
- Phía Đông giáp xã Đại Lãnh

Xã có diện tích 99,62 km², dân số năm 2025 là 29.751 người, mật độ dân số đạt 299 người/km².